# Glenwood (Georgia)
Glenwood è una città degli Stati Uniti d'America, situata in Georgia, nella Contea di Wheeler.